# Kelly Anne Bates
Kelly Anne Bates (18 de mayo de 1978 - 16 de abril de 1996) fue una adolescente inglesa asesinada en Mánchester a la edad de 17 años por James Patterson Smith (nacido c. 1948). Fue torturada por él durante un período de cuatro semanas, incluso le sacó los ojos de las cuencas unas tres semanas antes de su muerte, antes de acabar ahogándola en la bañera.
La investigación del asesinato fue dirigida por el sargento detective Joseph Monaghan de la policía de Gran Mánchester, quien dijo: "He estado en la fuerza policial durante 15 años y nunca he visto un caso tan horrible como este". William Lawler, el patólogo que examinó el cuerpo de Bates, describió sus heridas como las peores que había visto en una víctima de asesinato. Smith, un misógino con antecedentes de violencia y tortura contra exparejas, negó haber asesinado a Bates, pero fue declarado culpable y condenado a cadena perpetua el 19 de noviembre de 1997.

## Historia
James Smith era un desempleado divorciado que vivía en el área de Gorton en Mánchester. Descrito por conocidos como "orgulloso de la casa" y "bien arreglado", era abstemio y no fumador. Su matrimonio terminó después de diez años en 1980 debido a la violencia ejercida contra su esposa. Luego comenzó una aventura entre 1980 y 1982 con Tina Watson, de 20 años, a quien "usó como saco de boxeo", incluso sometiéndola a fuertes palizas mientras estaba embarazada de su hijo. Ella dijo: "Al principio era una y otra vez; solo un pequeño toque. Pero al final era todos los días. Él me golpeaba en la cara o me golpeaba en la cabeza con un cenicero. Me pateaba las piernas "o entre las piernas". Watson logró escapar de la relación, durante la cual Smith también había intentado ahogarla mientras se estaba bañando. En 1982, Smith comenzó una relación con Wendy Mottershead, de 15 años, quien también fue víctima de Smith. En un ataque, él sostuvo su cabeza bajo el agua en el fregadero de la cocina en un intento de ahogarla.
En 1993, Smith comenzó una relación con Kelly Bates cuando solo tenía 14 años, habiéndola conocido mientras cuidaba a hijos de sus amigos. Aproximadamente dos años después, cuando ella había dejado la escuela, Bates se mudó con Smith a su casa en Furnival Road, Gorton. Ella había ocultado la relación a sus padres, Tommy y Margaret Bates, sabiendo que no aprobarían la diferencia de edad, siendo ella menor de edad. La madre de Bates dijo sobre su primer encuentro con Smith después de que los dos comenzaran a vivir juntos: "Tan pronto como vi a Smith, los pelos de la parte posterior de mi cuello se erizaron. Intenté todo lo posible para alejar a Kelly Anne de él".
Aunque había dejado a Smith brevemente debido a discusiones con él, en noviembre de 1995, una vez más regresó a vivir con él en Furnival Road. Sus padres habían notado moretones en ella, que les explicó como resultado de accidentes domésticos. Se retiró cada vez más y en diciembre de 1995 renunció a su trabajo a tiempo parcial. En marzo de 1996, sus padres recibieron tarjetas supuestamente de ella por su aniversario y un cumpleaños, pero solo Smith había escrito en ellas. Cuando el hermano de Bates intentó verla en la casa, Smith le dijo que no estaba. Cuando una vecina preocupada le preguntó por ella, fue mostrada brevemente en una ventana del piso de arriba.

## El asesinato
El 16 de abril de 1996, Smith informó a las autoridades que había matado accidentalmente a su novia en la bañera durante una discusión, afirmando que ella había inhalado agua y muerto a pesar de sus intentos por reanimarla. También afirmó que ella a menudo fingía estar inconsciente. La policía fue a la dirección de Smith y encontró el cuerpo desnudo de Bates en el baño. La sangre de Bates se encontró por toda la casa, y un examen post mortem reveló más de 150 lesiones en su cuerpo. Durante el último mes de su vida la había mantenido atada, a veces atada por su cabello a un radiador o mueble, o por el cuello por medio de una ligadura.
William Lawler, el patólogo del Ministerio del Interior que examinó su cuerpo, dijo: "en mi carrera, he examinado a casi 600 víctimas de homicidio, pero nunca me he encontrado una con lesiones tan extensas". Las siguientes lesiones fueron encontradas en el cuerpo de Bates:

- Escaldado en sus nalgas y pierna izquierda.
- Quemaduras en un muslo causadas por la aplicación de una plancha caliente.
- Un brazo fracturado.
- Heridas múltiples causadas por cuchillos, tenedores y tijeras.
- Heridas punzantes dentro de la boca.
- Lesiones por aplastamiento en ambas manos.
- Mutilación en orejas, nariz, cejas, boca, labios y genitales.
- Heridas causadas por una pala y tijeras de podar.
- Ambos ojos arrancados.
- Heridas punzantes en las cuencas de los ojos vacías.
- Escalpado parcial.

El patólogo determinó que le habían arrancado los ojos "no menos de cinco días y no más de tres semanas antes de su muerte". Ella había estado muerta de hambre, habiendo perdido alrededor de 20 kg de peso, y no había recibido agua durante varios días antes de su muerte. Peter Openshaw, el fiscal en el juicio de Smith, dijo: "Era como si la desfigurara deliberadamente, causándole el mayor dolor, angustia y degradación... Las lesiones no fueron el resultado de una repentina erupción de violencia; deben haber sido causadas durante un largo período [y] fueron tan extensas y tan terribles que el acusado debe haber torturado a la chica de manera deliberada y sistemática". La causa de la muerte fue ahogamiento, inmediatamente antes de que la golpeara en la cabeza contra la ducha. Openshaw dijo que "su muerte debe haber sido un final misericordioso para su tormento".

## Juicio y condena
Smith negó el asesinato y afirmó que Bates "me llevaría al infierno y me dejaría sin vida". También afirmó que Bates lo había "molestado" sobre su madre muerta y que tenía "la mala costumbre de lastimarse para que se viera peor". Cuando se le pidió que explicara por qué había cegado, apuñalado y golpeado a Bates, dijo que ella le había desafiado a hacerlo, desafiándole a que le hiciera daño. Gillian Mezey, psiquiatra consultora, dijo a la corte que Smith tenía "un trastorno paranoico severo con celos mórbidos" y que vivía en una "realidad distorsionada".
El jurado del Tribunal de la Corona de Mánchester tardó una hora en encontrar a Smith, de 49 años, culpable del asesinato de Bates. Al sentenciarlo a cadena perpetua, el juez, Sachs, recomendó que Smith cumpliera un período mínimo de 20 años. Declaró: "Este ha sido un caso terrible; un catálogo de depravación de un ser humano sobre otro. Usted es una persona altamente peligrosa. Usted es un abusador de mujeres y tengo la intención, en la medida de lo posible, de que usted ya no abusará a nadie más".
Cada miembro del jurado recibió asesoramiento profesional para ayudarles a lidiar con la angustia de ver las fotografías de las lesiones de Bates y la "violencia enfermiza" del caso.

## En los medios

### Televisión
El asesinato ha sido objeto de al menos un documental televisivo:
- Britain's Darkest Taboos, serie 4, episodio 2: "Nuestra hija fue torturada a muerte por su novio sádico" se emitió por CI el 22 de febrero de 2015.[13]